# 원호 (조선)
원호(元昊, 1397년 ∼ 1463년)는 조선 단종 때의 문신·학자이며 생육신의 한 사람이다. 세조의 찬위와 단종폐위에 분개하여 관직을 버리고 은거하였다. 자는 자허(子虛), 호는 관란(觀瀾)·무항(霧巷)·관란재(觀瀾齋), 시호는 정간(貞簡). 본관은 원주(原州)이다.

## 생애
1397년에 태어났으며 원호의 본관은 원주 원씨로 아버지는 별장을 지낸 원헌(元憲)이고 어머니 역시 원주 원씨로 국자감 진사를 원천상(元天常)의 딸이자 원천석(元天錫)의 조카딸이었다.
세종 때 문과에 급제하여 여러 벼슬을 지냈고, 문종 때 집현전 직제학에 이르렀다. 단종이 수양 대군에 의해 영월로 쫓겨가자 세상과 접촉을 끊고 살았다. 단종이 영월에 유배되었을 때는 조려, 이수형과 함께 영월을 찾아 단종의 문후를 드리기도 했다.
1457년 단종이 죽자 원주에 내려가 있는 것을 세조가 호조참의 벼슬을 내리고 불렀으나 끝내 거절하였다. 생전에 손자 원숙강(元叔康)이 출사하였으나 예종 때 사관으로서 〈세조실록〉편찬에 참여하던 중 직필로 인해 살해당하자, 자신이 쓴 책을 모두 소각하고 자손들에게 글을 읽어 명리를 바라지 말라고 타일렀다 한다.

### 사후

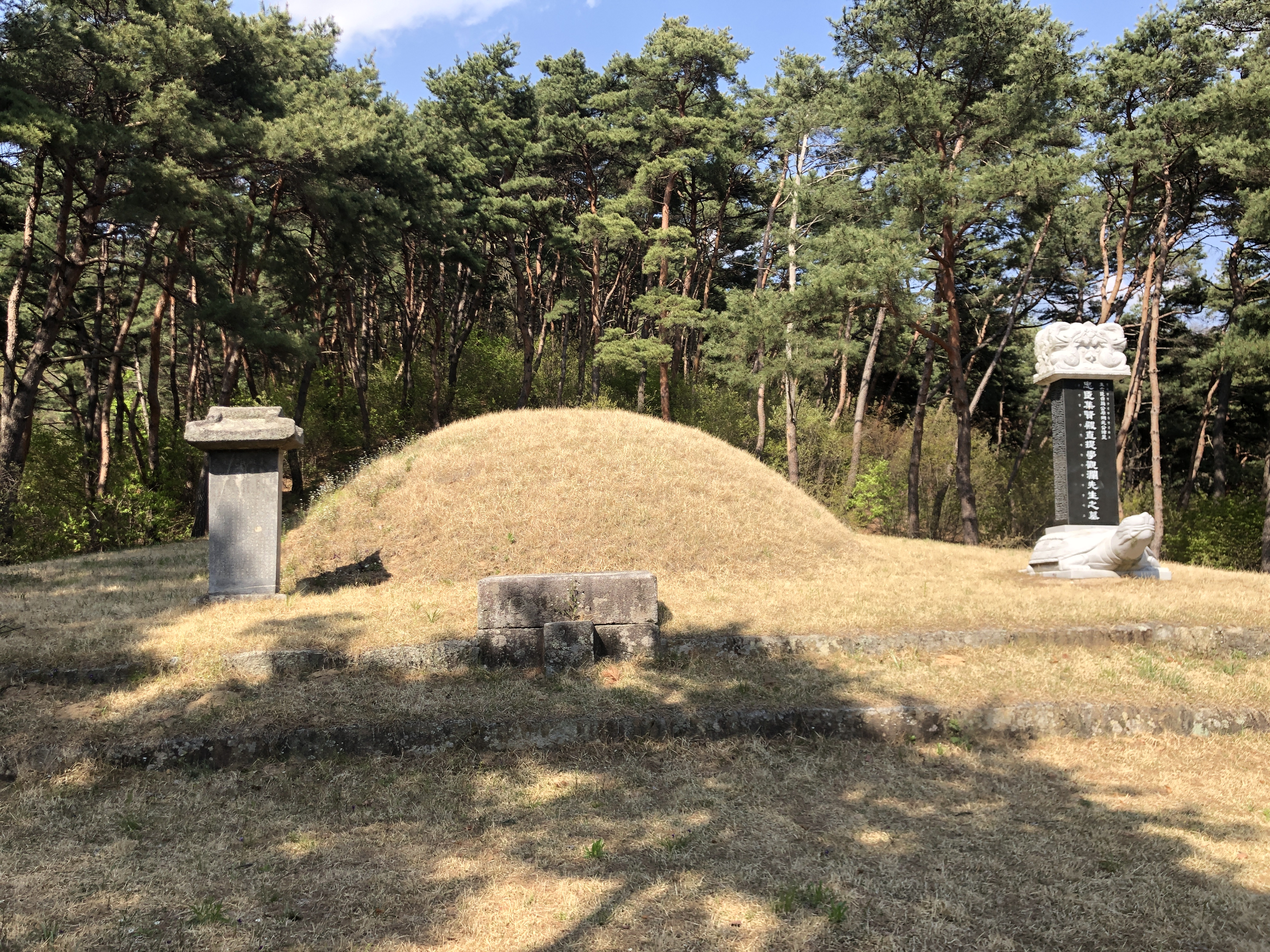
생육신 관란 원호묘

숙종 때 그 절개를 찬양하여 고향에 정문이 세워졌다. 1782년에는 유응부·김시습(金時習)·남효온(南孝溫)·성담수(成聃壽)와 함께 증 이조판서에 추증되었다.
사후 강원도 원주 칠봉서원(七峰書院)에 제향되었다.

## 가족 관계
- 증조부 : 원광명(元廣明)
  - 할아버지 : 원중량(元仲良) - 원방보(元方甫)로 개명함
    - 아버지 : 원헌(원憲)
    - 어머니 : 원천상(元天常)의 딸
      - 부인 : 영월 신씨, 신을현(辛乙賢)의 딸
        - 장남 : 원효행(元孝行)
        - 차남 : 원효렴(元孝廉)
        - 삼남 : 원효건(元孝乾)
        - 사남 : 원효곤(元孝坤)
        - 사위 : 오치종(吳致宗)

## 같이 보기
- 김시습
- 이맹전
- 조려
- 삼공제명암
- 이수형
- 성담수
- 송석충
- 남효온